# João Ricardo (angolski piłkarz)
João Ricardo, właśc. João Ricardo Pereira Batalha Santos Ferreira (IPA: [ʒu'ɐ̃ũ ʁi’kaɾðu]; ur. 7 stycznia 1970 w Luandzie) – angolski piłkarz grający na pozycji bramkarza, uczestnik Mistrzostw Świata w Piłce Nożnej 2006. Jest Angolijczykiem pochodzenia portugalskiego. W 1974 w wieku 4 lat, jak większość białych Angolijczyków powrócił wraz z rodziną do Portugalii. Na początku grał w klubie Leiria Marrazes, z miasta Leiria w którym zamieszkała rodzina Ferreira. Następną drużyną bramkarza była Académico de Viseu. W 2008 ogłosił zakończenie kariery, jednak w 2011, jako 41-latek, rozegrał jeszcze 15 meczów w indonezyjskim Semarang United.